# Zoocid
Zoocid je pesticid používaný k ochraně rostlin před živočichy, kteří mohou působit ekonomicky neúnosná poškození rostlin. Použití zoocidů v integrované ochraně rostlin je součástí chemických metod, které v současné době zejména v rozvinutých zemích převažují nad ostatními, vzhledem k jednoduchosti použití a finanční nenáročnosti oproti jiným metodám. Dlouhodobé a opakované používání však sebou přináší toxicitu, vznik rezistence a zamoření půdy či vod. Toxicita většinou přichází s nadměrným použitím přípravku. Udává se buď pro člověka nebo pro včely. Rezistence organizmů pak vzniká při opakovaném nasazení stejného přípravku. Zoocidy se podle typů škůdců na které působí dělí na akaricidy (proti roztočům), insekticidy (proti hmyzu), nematocidy (proti háďátkům), moluskocidy (proti slimákům) a rhodenticidy (proti hlodavcům).